# Katastrofa lotu Pakistan International Airlines 740
Katastrofa lotu Pakistan International Airlines 740 wydarzyła się 26 listopada 1979 roku w Arabii Saudyjskiej. W katastrofie Boeinga 707-340C linii Pakistan International Airlines zginęło 156 osób (wszyscy na pokładzie).
Samolot wyruszył z portu lotniczego w Dżuddzie o godzinie 1:29 w planowany rejs do Karaczi w Pakistanie. Maszyna wznosiła się na wysokość 37 tys. stóp, gdy o 1:47 jedna ze stewardes poinformowała kapitana o pożarze w kabinie pasażerskiej tuż obok drzwi. Załoga podjęła decyzję o powrocie na lotnisko i rozpoczęła zejście z wysokości 30 tys. stóp. O 2:03 piloci nadali do wieży kontrolnej sygnał mayday, po czym wszelki kontakt z samolotem został utracony. Lot 740 rozbił się na odludnym, skalistym obszarze i stanął w płomieniach. Katastrofa miała miejsce 48 kilometrów od miasta At-Ta’if. Wszyscy zginęli.
Przyczyny pożaru w kabinie nigdy nie udało się ustalić. Według śledczych pożar mogła spowodować kuchenka naftowa, wniesiona na pokład samolotu przez jednego z pasażerów. Druga możliwa przyczyna pożaru to zwarcie w instalacji elektrycznej, ale ta wersja została obalona przez śledczych. Niektórzy uważali, że ogień w kabinie spowodowany był eksplozją ładunku wybuchowego, ale nie znaleziono żadnych jego śladów na miejscu katastrofy. Oficjalnie przyczyna pożaru pozostaje nieznana do dziś.